# Llista d'asteroides/194101-194200
| Nom      | Designació provisional | Data de descobriment   | Lloc de descobriment | Descobridor/s  |
| -------- | ---------------------- | ---------------------- | -------------------- | -------------- |
| 194101 - | 2001 SE212             | 19 de setembre de 2001 | Socorro              | LINEAR         |
| 194102 - | 2001 SX212             | 19 de setembre de 2001 | Socorro              | LINEAR         |
| 194103 - | 2001 SW214             | 19 de setembre de 2001 | Socorro              | LINEAR         |
| 194104 - | 2001 SF215             | 19 de setembre de 2001 | Socorro              | LINEAR         |
| 194105 - | 2001 SJ222             | 19 de setembre de 2001 | Socorro              | LINEAR         |
| 194106 - | 2001 SY223             | 19 de setembre de 2001 | Socorro              | LINEAR         |
| 194107 - | 2001 SG225             | 19 de setembre de 2001 | Socorro              | LINEAR         |
| 194108 - | 2001 SH230             | 19 de setembre de 2001 | Socorro              | LINEAR         |
| 194109 - | 2001 SX231             | 19 de setembre de 2001 | Socorro              | LINEAR         |
| 194110 - | 2001 SW233             | 19 de setembre de 2001 | Socorro              | LINEAR         |
| 194111 - | 2001 SK236             | 19 de setembre de 2001 | Socorro              | LINEAR         |
| 194112 - | 2001 SF237             | 19 de setembre de 2001 | Socorro              | LINEAR         |
| 194113 - | 2001 SU243             | 19 de setembre de 2001 | Socorro              | LINEAR         |
| 194114 - | 2001 SB249             | 19 de setembre de 2001 | Socorro              | LINEAR         |
| 194115 - | 2001 SL249             | 19 de setembre de 2001 | Socorro              | LINEAR         |
| 194116 - | 2001 SS250             | 19 de setembre de 2001 | Socorro              | LINEAR         |
| 194117 - | 2001 SV253             | 19 de setembre de 2001 | Socorro              | LINEAR         |
| 194118 - | 2001 SM257             | 19 de setembre de 2001 | Socorro              | LINEAR         |
| 194119 - | 2001 SN258             | 20 de setembre de 2001 | Socorro              | LINEAR         |
| 194120 - | 2001 SE261             | 20 de setembre de 2001 | Socorro              | LINEAR         |
| 194121 - | 2001 SO261             | 20 de setembre de 2001 | Socorro              | LINEAR         |
| 194122 - | 2001 SU262             | 24 de setembre de 2001 | Socorro              | LINEAR         |
| 194123 - | 2001 SA263             | 24 de setembre de 2001 | Socorro              | LINEAR         |
| 194124 - | 2001 SD263             | 25 de setembre de 2001 | Emerald Lane         | L. Ball        |
| 194125 - | 2001 SV266             | 25 de setembre de 2001 | Desert Eagle         | W. K. Y. Yeung |
| 194126 - | 2001 SG276             | 26 de setembre de 2001 | Anderson Mesa        | LONEOS         |
| 194127 - | 2001 SF281             | 21 de setembre de 2001 | Anderson Mesa        | LONEOS         |
| 194128 - | 2001 SP281             | 21 de setembre de 2001 | Anderson Mesa        | LONEOS         |
| 194129 - | 2001 SO285             | 22 de setembre de 2001 | Kitt Peak            | Spacewatch     |
| 194130 - | 2001 SJ293             | 19 de setembre de 2001 | Socorro              | LINEAR         |
| 194131 - | 2001 SE299             | 20 de setembre de 2001 | Socorro              | LINEAR         |
| 194132 - | 2001 SX300             | 20 de setembre de 2001 | Socorro              | LINEAR         |
| 194133 - | 2001 SG301             | 20 de setembre de 2001 | Socorro              | LINEAR         |
| 194134 - | 2001 SY312             | 21 de setembre de 2001 | Socorro              | LINEAR         |
| 194135 - | 2001 SJ314             | 22 de setembre de 2001 | Socorro              | LINEAR         |
| 194136 - | 2001 SD315             | 25 de setembre de 2001 | Socorro              | LINEAR         |
| 194137 - | 2001 SF315             | 25 de setembre de 2001 | Socorro              | LINEAR         |
| 194138 - | 2001 SX318             | 21 de setembre de 2001 | Socorro              | LINEAR         |
| 194139 - | 2001 SQ321             | 25 de setembre de 2001 | Socorro              | LINEAR         |
| 194140 - | 2001 ST323             | 25 de setembre de 2001 | Socorro              | LINEAR         |
| 194141 - | 2001 SB324             | 26 de setembre de 2001 | Socorro              | LINEAR         |
| 194142 - | 2001 SW324             | 16 de setembre de 2001 | Socorro              | LINEAR         |
| 194143 - | 2001 SP326             | 18 de setembre de 2001 | Anderson Mesa        | LONEOS         |
| 194144 - | 2001 SE328             | 19 de setembre de 2001 | Kitt Peak            | Spacewatch     |
| 194145 - | 2001 SC337             | 20 de setembre de 2001 | Socorro              | LINEAR         |
| 194146 - | 2001 SE337             | 20 de setembre de 2001 | Socorro              | LINEAR         |
| 194147 - | 2001 SW349             | 19 de setembre de 2001 | Socorro              | LINEAR         |
| 194148 - | 2001 SP350             | 26 de setembre de 2001 | Desert Eagle         | W. K. Y. Yeung |
| 194149 - | 2001 TJ                | 6 d'octubre de 2001    | Palomar              | NEAT           |
| 194150 - | 2001 TF4               | 7 d'octubre de 2001    | Palomar              | NEAT           |
| 194151 - | 2001 TT6               | 10 d'octubre de 2001   | Palomar              | NEAT           |
| 194152 - | 2001 TW7               | 11 d'octubre de 2001   | Desert Eagle         | W. K. Y. Yeung |
| 194153 - | 2001 TW9               | 13 d'octubre de 2001   | Socorro              | LINEAR         |
| 194154 - | 2001 TA10              | 13 d'octubre de 2001   | Socorro              | LINEAR         |
| 194155 - | 2001 TE11              | 13 d'octubre de 2001   | Socorro              | LINEAR         |
| 194156 - | 2001 TL11              | 13 d'octubre de 2001   | Socorro              | LINEAR         |
| 194157 - | 2001 TK12              | 13 d'octubre de 2001   | Socorro              | LINEAR         |
| 194158 - | 2001 TH16              | 11 d'octubre de 2001   | Socorro              | LINEAR         |
| 194159 - | 2001 TN18              | 14 d'octubre de 2001   | Desert Eagle         | W. K. Y. Yeung |
| 194160 - | 2001 TO18              | 14 d'octubre de 2001   | Desert Eagle         | W. K. Y. Yeung |
| 194161 - | 2001 TQ19              | 9 d'octubre de 2001    | Socorro              | LINEAR         |
| 194162 - | 2001 TK22              | 13 d'octubre de 2001   | Socorro              | LINEAR         |
| 194163 - | 2001 TV22              | 13 d'octubre de 2001   | Socorro              | LINEAR         |
| 194164 - | 2001 TE23              | 13 d'octubre de 2001   | Socorro              | LINEAR         |
| 194165 - | 2001 TQ26              | 14 d'octubre de 2001   | Socorro              | LINEAR         |
| 194166 - | 2001 TC28              | 14 d'octubre de 2001   | Socorro              | LINEAR         |
| 194167 - | 2001 TC31              | 14 d'octubre de 2001   | Socorro              | LINEAR         |
| 194168 - | 2001 TA32              | 14 d'octubre de 2001   | Socorro              | LINEAR         |
| 194169 - | 2001 TC32              | 14 d'octubre de 2001   | Socorro              | LINEAR         |
| 194170 - | 2001 TG36              | 14 d'octubre de 2001   | Socorro              | LINEAR         |
| 194171 - | 2001 TW37              | 14 d'octubre de 2001   | Socorro              | LINEAR         |
| 194172 - | 2001 TU38              | 14 d'octubre de 2001   | Socorro              | LINEAR         |
| 194173 - | 2001 TM44              | 14 d'octubre de 2001   | Socorro              | LINEAR         |
| 194174 - | 2001 TY49              | 13 d'octubre de 2001   | Socorro              | LINEAR         |
| 194175 - | 2001 TB51              | 13 d'octubre de 2001   | Socorro              | LINEAR         |
| 194176 - | 2001 TR51              | 13 d'octubre de 2001   | Socorro              | LINEAR         |
| 194177 - | 2001 TD53              | 13 d'octubre de 2001   | Socorro              | LINEAR         |
| 194178 - | 2001 TF54              | 14 d'octubre de 2001   | Socorro              | LINEAR         |
| 194179 - | 2001 TY57              | 13 d'octubre de 2001   | Socorro              | LINEAR         |
| 194180 - | 2001 TF59              | 13 d'octubre de 2001   | Socorro              | LINEAR         |
| 194181 - | 2001 TN59              | 13 d'octubre de 2001   | Socorro              | LINEAR         |
| 194182 - | 2001 TC60              | 13 d'octubre de 2001   | Socorro              | LINEAR         |
| 194183 - | 2001 TJ62              | 13 d'octubre de 2001   | Socorro              | LINEAR         |
| 194184 - | 2001 TM63              | 13 d'octubre de 2001   | Socorro              | LINEAR         |
| 194185 - | 2001 TV65              | 13 d'octubre de 2001   | Socorro              | LINEAR         |
| 194186 - | 2001 TE66              | 13 d'octubre de 2001   | Socorro              | LINEAR         |
| 194187 - | 2001 TH69              | 13 d'octubre de 2001   | Socorro              | LINEAR         |
| 194188 - | 2001 TV69              | 13 d'octubre de 2001   | Socorro              | LINEAR         |
| 194189 - | 2001 TQ70              | 13 d'octubre de 2001   | Socorro              | LINEAR         |
| 194190 - | 2001 TU73              | 13 d'octubre de 2001   | Socorro              | LINEAR         |
| 194191 - | 2001 TG75              | 13 d'octubre de 2001   | Socorro              | LINEAR         |
| 194192 - | 2001 TE78              | 13 d'octubre de 2001   | Socorro              | LINEAR         |
| 194193 - | 2001 TA81              | 14 d'octubre de 2001   | Socorro              | LINEAR         |
| 194194 - | 2001 TL81              | 14 d'octubre de 2001   | Socorro              | LINEAR         |
| 194195 - | 2001 TK82              | 14 d'octubre de 2001   | Socorro              | LINEAR         |
| 194196 - | 2001 TV82              | 14 d'octubre de 2001   | Socorro              | LINEAR         |
| 194197 - | 2001 TN85              | 14 d'octubre de 2001   | Socorro              | LINEAR         |
| 194198 - | 2001 TX85              | 14 d'octubre de 2001   | Socorro              | LINEAR         |
| 194199 - | 2001 TE88              | 14 d'octubre de 2001   | Socorro              | LINEAR         |
| 194200 - | 2001 TS90              | 14 d'octubre de 2001   | Socorro              | LINEAR         |